# Selma Rıza
Selma Rıza (n. 5 februarie 1872, Constantinopol, Imperiul Otoman – d. 5 octombrie 1931, Istanbul, Turcia) a fost prima femeie jurnalistă din Turcia. Ea a fost, de asemenea, unul dintre primii romancieri ai Turciei. A activat în perioada istorică otomană a Tanzimatului. După moartea sa, rudele ei au preluat numele de familie Feraceli; așa că uneori este cunoscută și ca Selma Riza Feraceli.

## Biografie
Ea s-a născut la 5 februarie 1872. Tatăl ei a fost Ali Riza, unul din membrii Consiliului de Stat (Șûrâ-yı Devlet) și diplomat al Imperiului Otoman în Austro-Ungaria, și mama ei Naile, fiica unei familii austriece de nobili.
După ce a învățat de la profesori privați din Istanbul, ea a călătorit la Paris, Franța în 1898 pentru a-și întâlni fratele mai mare Ahmet Rıza, membru al mișcării Junii Turci (în turcă Jön Türkler).  A studiat la Universitatea Sorbona și a fost afiliată la Comitetul Unității și Progresului (CUP). Era singura femeie membră a comitetului. La Paris, ea a scris în două ziare publicate de Comitetul Unității și Progresului, și anume Mechveret Supplément Français în limba franceză și Șura'i Himmet în limba turcă. În 1908, s-a întors la Istanbul, unde a scris în două ziare; Hanımlara Mahsus Gazete (Gazeta femeilor) și Kadınlar Dünyası (Lumea doamnelor). De asemenea, a devenit secretar general al Semilunii Roșii din Turcia (Türk Kızılayı) între anii 1908-1913. În ultimii ani ai Imperiului Otoman, ea a muncit din greu să transforme Palatul Adile Sultan, un palat regal în Istanbul, într-o școală de fete. Cu ajutorul fratelui ei, ea a reușit și palatul a fost folosit ca Liceu Kandilli pentru fete (Kandilli Kız Anadolu Lisesi) până în 1986, când a fost parțial ars.
A murit la 5 octombrie 1931.
În 1892, în timp ce avea doar douăzeci de ani, ea a scris un roman inedit intitulat Uhuvvet (Prietenie). Acesta a fost publicat abia în 1999, mult timp după moartea ei, de către Ministerul Culturii din Turcia. Uhuvvet este considerat unul dintre romanele de pionierat despre drepturile femeilor.